# Bone of My Bones
Albums de Ebony Bones
Behold, a Pale Horse
(2013)
Singles
1. Don't Fart on My Heart
Sortie : 7 juin 2007
2. We Know All About You
Sortie : 26 novembre 2007
3. The Muzik
Sortie : 10 mai 2009

Bone of My Bones est le premier album de la chanteuse britannique Ebony Bones, nom de scène de d'Ebony Thomas.

## Liste des chansons
| No  | Titre                                 | Durée |
| --- | ------------------------------------- | ----- |
| 1.  | W.A.R.R.I.O.R.                        | 3:25  |
| 2.  | We Know All About U                   | 4:31  |
| 3.  | Story Of St.Ockwell                   | 2:29  |
| 4.  | The Muzik                             | 3:56  |
| 5.  | In G.O.D We Trust (Gold, Oil & Drugs) | 3:17  |
| 6.  | Bone Of My Bones                      | 1:37  |
| 7.  | Guess We'll Always Have Ny            | 3:56  |
| 8.  | Im Ur Future X Wife                   | 3:49  |
| 9.  | Smiles & Cynanide                     | 3:33  |
| 10. | When It Rains                         | 3:28  |
| 11. | Don't Fart On My Heart                | 6:02  |

- "We Know All About U" contient un sample du morceau "Bulgarian Chicks" de Balkan Beat Box.
- "Don't Fart On My Heart" contient un sample du morceau ""Eu Sou O Rio" de Black Future.

## Historique des sorties
| Pays        | Label             | Date             |
| ----------- | ----------------- | ---------------- |
| Japon       | Beat Records      | 17 juin 2009     |
| Italie      | Vital             | 1er juillet 2009 |
| France      | PIAS              | 6 juillet 2009   |
| Allemagne   | PIAS, Rough Trade | 10 juillet 2009  |
| Royaume-Uni | Sunday Best       | 26 octobre 2009  |